# Гере (народ)

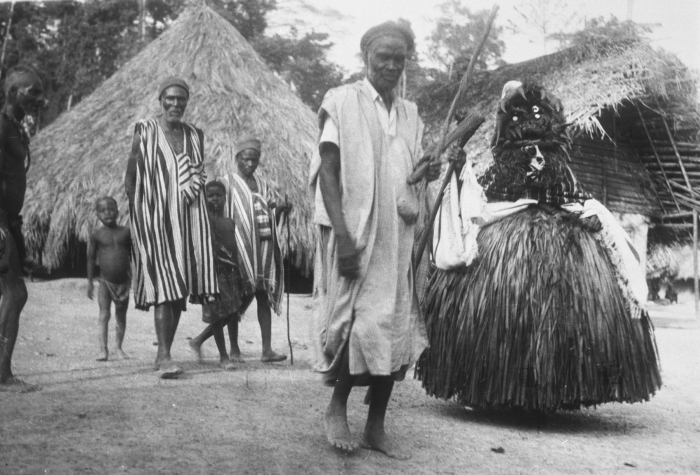
Церемония инициации, Либерия, начало XX в.

Ге́ре (также Кран) — один из африканских народов группы кру в Кот-д'Ивуаре и Либерии. Их численность составляет: в Кот-д'Ивуаре — 520 тысяч человек, в Либерии — 180 тысяч человек. Родственный народ — воби. Говорят на языке гере.

## История
Исходя из этногенетических преданий, переселились на территорию (страну Ве) с Запада (из Центральной Либерии) в XIV—XV веках.

## Религия
Большинство населения придерживается традиционных верований, также есть христиане и мусульмане — сунниты. (Громыко 1986: 447)

## Занятия
Традиционным занятием является ручное подсечно-огневое тропическое земледелие. Выращивают рис, кукурузу, ямс, бананы. Часть населения работает на кофейных плантациях. Развиты художественные ремёсла, кузнечное и гончарное дело.

## Социальная организация
Основу традиционной социальной организации составляют деревенские и большесемейные общины, патрилинейные роды, возрастные институты, тайные союзы. У них вирилокальное брачное поселение. Существует полигиния, левират, сорорат, покупной брак, сохраняется обряд инициации.

## Пища
Основу пищи составляют рисовые каши, маниоковые лепёшки, варёные, жареные и печёные овощи, бананы.